# Psyclon Nine
Psyclon Nine — музыкальная группа, созданная в 2000 году в области залива Сан-Франциско. Чаще всего группу относят к жанру электро-индастриал, но последние их работы включают более разнообразный и уникальный музыкальный материал, ощущающий на себе эстетическое влияние таких направлений как блэк-метал. Название группы происходит от названия химического вещества «Циклон Б» и числа 9, которое часто использовал Алистер Кроули в своих произведениях.
В первой половине 2008 года состоялся выход официального видео Psyclon Nine на песню «Parasitic» с альбома «Crwn Thy Frnicatr», который был снят ещё в конце 2007 года. Режиссёром клипа стал Rick «Stitch» Thomas, участник Mushroomhead.

## История

### Истоки
Начало Psyclon Nine было положено в 2000 году, когда Nero Bellum (в то время использующий имя Marshall Carnage) и Josef Heresy начали работать над гитаро-ориентированном индастриал-проект под названием «Defkon Sodomy», на который повлияли такие группы как KMFDM и Ministry. Под влияние альбома Mindstrip группы Suicide Commando, «Defkon Sodomy» стал ближе к black-метал/индастриалу. Они сыграли два небольших, но успешных местных концерта. Первый был открытием для Кастро-Вэлли Закон CompostFilter. На втором концерте группа впервые выступила под именем «Psyclon Nine». Это был небольшой концерт группы See Colin Slash, фронтмен которой, Eric Gottesman, был приглашён в Psyclon Nine в качестве третьего участника.

### Divine Infekt
После укрепления на местной сцене группа решила записать в домашних условиях три демо-песни и несколько заведомо сильных концертов.
На выступлении Grendel в Сан-Франциско Nero встретил Marco Gruhn, главу NoiTekk, и убедил его подписать контракт с группой. Первый альбом «Divine Infekt» был записан вскоре после этого, спродюсированный Da5id Din из Informatik, другой EBM-группы на местной сцене. На заглавный трек был сделан ремикс европейской электро-индастриал группой Tactical Sekt. Альбом выпустили в 2003 году. Он был хорошо принят слушателями и электро-индастриал-сообществом, хотя многие критики сочли его посредственным.
Psyclon Nine гастролировали в США и Европе в поддержку альбома. Выступали вместе с такими группами как Dismantled, Nocturne, Feindflug, Aslan Faction, Grendel и с фронтменом американского индастриал-рока Martin Atkins на его Spoken Word Tour.

### INRI
Когда над новым альбом стали всерьёз работать, несколько композиций из него уже исполнялись группой в живых выступлениях. Среди них были треки: «Lamb of God», «Nothing Left», «Rape this World», «Faith:Disease», а также «The Feeble Mind», существовавший в различных версиях. К этому моменту альбом стал обретать чёткие очертания и группа подписала контракт с Metropolis Records в США.
После нескольких месяцев работы дома, группа подготовила демоверсию будущего альбома. Большинство песен было сосредоточено на христианстве: одни из них были враждебны по отношении к нему, другие обсуждали его историю и влияние, а заглавным треком стал «INRI», название которого происходит от латинской аббревиатуры INRI: «Иисус Назарянин, Царь Иудейский». Демоверсия композиции «Lamb of God» появилась в сборнике United I от NoiTekk. Psyclon Nine вернулись в студию Da5id Din для завершения альбома, и в апреле 2005 года он вышел в США (Metropolis Records) и Европе (Noitekk).
Новый альбом стал более разнообразным, чем «Divine Infekt». В его композициях акцент сместился на metal-infused гитары. «Hymn to the Angels' Descent» является одной из особенных песен альбома, где драматические оркестровые вставки, и быстрые и тяжёлые гитары, выделяются на фоне жёстких электронных звуков. Другие композиции варьируются от dancey terror EBM до медленных, словно панихида в исполнении B'rosh Hashana, традиционных еврейских молитв.
Psyclon Nine сделали несколько крупных живых выступления после релиза альбома, в том числе на нескольких открытиях альтернативных шоу Mindless Self Indulgence, а также в качестве хэдлайнеров на немецком фестивале Wave-Gotik-Treffen. Шоу MSI помогли укрепить молодую фанатскую базу группы, которая расширилась от традиционной риветхед-субкультуры до широких масс поклонников альтернативной музыки.

### Crwn Thy Frnicatr
В 2006 году группа выпустила свой третий студийный альбом под названием Crwn Thy Frnicatr''. Он стал ещё одним шагом от пост-индастриал музыки в сторону блэк-метала. В альбоме важная роль отводится гитаре в блэк-металл стиле, часто сочетающийся с бласт-бит игрой на барабанах и высокому, кричащему вокалу. Большинство треков альбома наполнены агрессивной электронной атмосферой, в значительной мере опирающейся на работы Gary Zon в первых двух альбомах Dismantled.
Почти вся музыка для альбома была написана Nero, небольшой вклад в это внёс и Eric Gottesman. Тексты песен были написаны совместно с Josef Heresy, но основной вклад внёс также Nero.
Во второй половине 2006 года группа отправляется в свой второй тур по Европе, в который они едут вместе с Columbine, группой из Детройта. Впоследствии Dr. Sevin, один из участников этой группы, присоединяется к составу Psyclon Nine.

### We the Fallen
В 2008 году Nero Bellum появился на интернет-канале NoisescapeTV и сказал, что он работает в студии над новым альбом под названием «We the Fallen», выход которого намечен на 9 сентября 2009 года (09.09.09). На этом альбоме и в предыдущем турне в группе играет новый барабанщик Jon Siren, играющий также в Kidneythieves, Mankind Is Obsolete и Hate Dept.
«We the Fallen» был хорошо принят и занял второе место в Горячей Десятке, а также будет выпущен в Billboard’s Top 200. В записи альбома приняли участие Brandan Schieppati из Bleeding Through, Gary Zon из Dismantled, Jamison Boaz из Epsilon Zero, Lisa Marx, Johan Von Roy из Suicide Commando.

## Обвинения в нацизме и антисемитизме
В одном из интервью группа заявила, что их часто обвиняют в нацизме отчасти оттого, что их название происходит от пестицида Циклон Б, ставшего известным из-за его использования в нацистской Германии во время Холокоста. В ответ на эти обвинения, Nero сказал, что «люди, которые думают что мы нацисты, полные идиоты, и я не заставляю их слушать мою музыку». По поводу обвинений в антисемитизме группа отметила, что её бывший член Eric Gottesman — еврей, а текст их песни «Requiem for the Christian Era» это молитва на иврите.

## Состав

### Текущий состав
- Nero Bellum — вокал
- Rotny Ford — гитара, синтезатор
- Merritt — бас гитара
- Jon Siren — барабаны
- Glitch — клавиши

### Бывшие участники
- Abbey Nex — бас-гитара
- Vlixx — синтезатор, ударные
- Josef Heresy — гитара
- Eric Gottesman — бас-гитара
- Daniel Columbine — бас-гитара
- Dr Sevin — синтезатор/семплы
- Daniel Fox — барабаны
- Maxmilian Goppert — бас-гитара

## Дискография
- 2003 — Divine Infekt
- 2005 — INRI
- 2006 — Crwn Thy Frnicatr
- 2009 — We the Fallen
- 2013 — [Order of the Shadow: Act 1]
- 2018 — Icon of the Adversary
- 2022 — Less To Heaven